# Osman Hadžić
Osman Hadžić (* 9. September 1966 in Cazin, Sozialistische Republik Bosnien und Herzegowina, SFR Jugoslawien) ist ein bosnischer Turbofolk-Sänger.

## Leben und Karriere
Osman Hadžić kam als erstes von sieben Kindern zur Welt. Er wuchs in der bosnischen Stadt Cazin auf, die er heute noch häufig besucht. Seine bosniakische Familie ist muslimischen Glaubens. Hadžić hat seinen Hauptwohnsitz in Stuttgart.
Er brachte in seiner langjährigen Karriere zahlreiche Hits heraus. Zu seinen bekanntesten Liedern gehören Ti mene ne voliš, Titanik sowie Prezime aus dem Jahr 2005. Das 2006 erschienene Duett Tvoje oči mit der montenegrinischen Sängerin Goga Sekulić war ebenfalls ein großer Erfolg.

## Diskografie

### Alben
- 1990: Lažu oči zelene
- 1991: Nikad više snježana
- 1993: Za njom plaću crne oči
- 1994: Obriši suze baksuze
- 1997: Nije čudo što te volim ludo
- 2000: Ostarit ćemo
- 2002: Prezime
- 2005: Zbog ljubavi
- 2007: I ovako i onako
- 2011: Ponovo se volimo
- 2014: Nema Problema

### Singles (Auswahl)
- 1994: Pustite Me (mit Dino Merlin)
- 2000: Ostarit ćemo (Original: Mustafa Sandal – Araba)
- 2002: Ti Mene Ne Voliš
- 2002: Rana K'o Rana
- 2005: Zbog ljubavi
- 2007: Tvoje oči (mit Goga Sekulić)
- 2009: Poljubi me (mit Sabrina)